# ناکایاما، یاماگاتا
ناکایاما، یاماگاتا (به لاتین: Nakayama, Yamagata) یک منطقهٔ مسکونی در ژاپن است که در استان یاماگاتا واقع شده‌است. ناکایاما ۳۱٫۲۳ کیلومتر مربع مساحت و ۱۱٬۶۶۳ نفر جمعیت دارد.